# GetNinjas
GetNinjas é uma empresa brasileira, com sede em São Paulo, que gerencia a maior plataforma online para conectar clientes a prestadores de serviços por todo país. O aplicativo oferece serviços em diversas categorias, com mais de 500 tipos, que vão desde serviços domésticos e reformas e reparos, a fotógrafos e designers.
Fundada em 2011 pelo empreendedor Eduardo Orlando L’Hotellier, a startup já recebeu mais de R$ 47 milhões em investimentos de empresas como Monashees Capital, Kaszek Ventures e Tiger Global.

## História
Ao precisar de um pintor, Eduardo L’Hotellier procurou nas páginas amarelas um profissional. Entretanto, o serviço não ficou como o esperado, o que fez Eduardo pensar por que não ter um lugar onde seria possível encontrar os melhores profissionais do mercado. Foi aí que surgiu a ideia do GetNinjas.
Até o ano de 2010, havia no Brasil poucos sites de compras coletivas, como Groupon e Peixe Urbano, mas nada voltado para o setor de serviços. A inspiração veio de sites como TaskRabbit, Fiverr e o Thumbtack, e Eduardo L’Hotellier comprou um protótipo de site na Índia por US$ 700, adaptando somente a ideia para o mercado brasileiro.
O GetNinjas foi lançado em 2011 como uma plataforma online que possibilita profissionais de reformas, serviços domésticos, eventos, entre outros setores, a anunciarem seus serviços e permite que clientes encontrem os prestadores de serviços ideais para as suas necessidades, de forma rápida e prática.
Dois anos mais tarde, em 2013, o Google anunciou a criação do Campus em São Paulo para ajudar novas startups e citou o GetNinjas como uma das empresas brasileiras mais incríveis.
Já no ano de 2017, o GetNinjas foi eleito pela revista Forbes Brasil como uma das companhias brasileiras mais promissoras. Prova disso, foi que anos mais tarde, em 2021, o GetNinjas protocolou o pedido de abertura de capital junto à Comissão de Valores Mobiliários (CVM).
Em 2018, o GetNinjas foi listado como uma das startups mais quentes do mercado no ranking "100 startups to watch", resultado de uma parceria entre as revistas PEGN e Época Negócios e a Corp.vc.
Em maio de 2021, a empresa concluiu o seu processo de IPO, movimentando cerca de R$ 554 milhões. Desse valor, R$ 321,3 milhões foram para o caixa do Getninjas e R$ 233 milhões foram para os acionistas vendedores.

## Linha do tempo
2011 - compra de protótipo de site e criação do GetNinjas como uma plataforma online para conectar clientes a prestadores de serviços.
2013 - Google cita o GetNinjas como uma das startups brasileiras mais incríveis.
2017 - GetNinjas é eleito uma das startups brasileiras mais promissoras.
2018 - GetNijnas é listado como uma das startups mais quentes do mercado no ranking "100 startups to watch"
2021 - GetNinjas conclui o seu processo de IPO e passa a negociar ações na Bolsa de Valores

## Prêmios
O GetNinjas foi considerado a melhor startup brasileira pela The Next Web (TNW) em 2012 e pela Microsoft em 2013. No mesmo ano foi eleito como a melhor startup latino americana pela Fnbox.